# Діоклес
Діоклес, Діокл (дав.-гр. Διοκλής) — у давньогрецькій міфології цар і один з перших жерців богині Деметри. Також відомий як Діоклус.

## Міфологія
Діоклес був сином царя міста Фери на Пелопоннесі Орсилоха. Син Одіссея Телемах отримав у його батька прихисток дорогою з Пілоса до Спарти, куди він їздив до царя Менелая, щоб отримати інформацію про батька.
Разом із царем Келеєм, царевичами Триптолемом і Поліксеном (або Евмольпом) Діоклес першим дізнався таємниці Елевсинських містерій і культу богині родючості Деметри. Деметра нагородила його допуском до цих таїнств і обрядів як подяку за невтомну участь у пошуках своєї зниклої (як потім з'ясувалося, викраденої Аїдом) дочки Персефони. Можливо, ідентичний іншому Діоклесу — Мегарському цареві, якого повалив Тесей, результатом чого стала анексія Елефсіна, відторгнутих від Мегари Афінами.